# 緑の島
緑の島（みどりのしま）は、北海道函館市にある人工島。函館港の港湾緑地であり、港湾管理者である函館市が管理している。

## 概要
函館港の万代・港町泊地浚渫工事によって生じた土砂を利用し、港内を護岸で囲って確保した処分場工事によって誕生した埋立地であり、埋立土量は約70万立方メートルになる。新島襄に因んだ「新島橋」で陸地と繋がっており、陸地側には「新島襄海外渡航記念碑」が建立している。大町地区にあり、散策や遠足、釣りなどのほかスポーツやイベントの会場としても利用している。なお、『函館港花火大会』や『道新花火大会』開催時、天候状況などによって入場を規制または禁止する場合がある。
| 所在地   | 函館市大町15                             |
| 外周     | 1,118 m                                  |
| 面積     | 80,000 m²                                |
| 開放時間 | 9:00 - 20:00（4月から9月、12月）         |
| 開放時間 | 9:00 - 17:00（10月から11月、1月から3月） |
| 閉鎖期間 | 1月1日から1月3日                         |
| 備考     | ペット入場禁止                           |

## 沿革
- 1978年（昭和53年）
  - 月日不明：北海道開発局と函館市による函館港浚渫土砂の津軽海峡への投棄計画が発表される[3]
  - 6月：大間町など4町村と12漁協から漁場への悪影響があると海洋投棄中止申し入れ[3]
- 1980年（昭和55年）12月：大町土砂処分場として着工[3]
- 1988年（昭和63年）：『青函トンネル開通記念博覧会』開催に伴い、臨時駐車場やシャトル船発着場として使用[4]。
- 1990年（平成02年）：竣工。
- 1996年（平成08年）：一般開放。
- 2002年（平成14年）：駐車場整備[5]。
- 2003年（平成15年）：通年開放実施[6]。
- 2012年（平成24年）：緑の島（大町地区）を含む複数の地区・施設が「みなとオアシス」（みなとオアシス函館）登録[7]。
- 2015年（平成27年）：北側敷地の整備工事完了[8]。
- 2025年（令和7年）：緑の島イベント広場にスケートボードエリアが新設[9]。

## 新島橋架橋問題
新島橋架橋時に取り付け道路建設時に1860年（万延元年）に築造された古い石垣の残る掘割を埋めることになり、1986年（昭和61年）7月、函館の歴史風土を守る会など5団体が掘割の埋め立て中止と架橋位置の変更を求める陳情書を提出したが、計画通り工事が行われた。

## 水族館構想
緑の島の活用については、水族館や第三セクターによるウォーターフロント開発の中核施設建設などの計画が持ち上がり、1997年（平成9年）には函館市とコクドが「函館アクアコミュニティ構想」における基本協定を締結したが、大観覧車建設による景観問題や収支計画における採算面に市議会や市民から厳しい見方が強まり、2001年（平成13年）に建設を断念した。その後も函館市は規模を縮小しての水族館（海の生態科学館）やコンベンション施設建設を検討していたが、2007年（平成19年）に事業断念を表明した。

## 施設
- 多目的広場、カラー舗装広場、石畳広場
- 遊歩道
- 駐車スペース（約200台）

## イベント
- 『ドライブインシンポジウム&シアター』（ドライブインシアター）（2003年）[25]
- 『黒船サーカス』（旧称『HAKODATE 黒船』『道南函館黒船』）[26]
  - 2009年、函館開港150周年事業『DREAM BOX150』関連で100を超えるイベントが開かれたが、当イベントはそのうちの一つ。当時の函館市長（西尾正範）からこのようなイベントを開催してほしいと要望されたことから、翌2010年に函館黒船地域活性化協議会を結成し、以降単独で開催することになった[27]
  - 当地での開催は2009年、2011年、2012年、2016年、2017年、2018年、2019年、2023年、2024年[28]。
- 函館開港150周年記念事業『ドリームボックス150』（2009年）[29]
- 『GLAY Special Live 2013 in HAKODATE GLORIOUS MILLION DOLLAR NIGHT Vol.1』（2013年）
- 『みんなで踊ろう おんどこどん！の“ミッキー音頭”in函館』（2014年）[30]
- 『GLAY × HOKKAIDO 150 GLORIOUS MILLION DOLLAR NIGHT Vol.3』（2018年）[31]

## アクセス
- 函館市企業局交通部（函館市電）「大町停留場」から徒歩約3分
- 函館駅から車で約5分